# Иудаизм в Южной Осетии
Иудаизм в Южной Осетии — религия в Южной Осетии.

## История
Евреи селились в этом регионе с давних пор. До революции 1917 года иудаизм был одной из ведущих религий в регионе, в Цхинвали действовали семь синагог. В 1883 году из 2583 жителей Цхинвали — 1298 или 50,3 % исповедовали иудаизм.
В 1890-е годы был избран раввин из литваков, родившийся в Ковно. Его ученики стали известными раввинами на Кавказе, а раввин Моше Даварашвили позднее, в 1919 году, стал депутатом Учредительного собрания Грузии от Социал-демократической рабочей партии Грузии. В 1984 году в честь цхинвальского раввина была открыта синагога в Холоне, недалеко от Тель-Авива. Его сын был революционером и преподавателем.
В 1906 году открыта первая талмуд-тора, в которой учились ученики со всей Восточной Грузии. Значение города, как центра еврейского просвещения возросло, и город получил имя Второй Иерусалим.
В 1917 году из 900 домов Цхинвали свыше 38 % были еврейскими, грузинскими только около 34 %, осетинскими — около 9 %.
В советские годы было закрыто большинство синагог, действовала только одна — в Цхинвали. С 1970-х гг. началась алия в Израиль, которая усилилась в 1980-90-е гг.
По данным 1989 года, в Южной Осетии проживало 396 евреев (0,4 % от всего населения).
В 2007 году была создана организация Центр возрождения еврейской культуры «Шалом». На 2015 год в Республике Южная Осетия осталось от 10 до 15 евреев старожилов.